# Крива Коха
Крива́ Ко́ха — фрактальна крива, описана 1904 року шведським математиком Хельге фон Кохом.

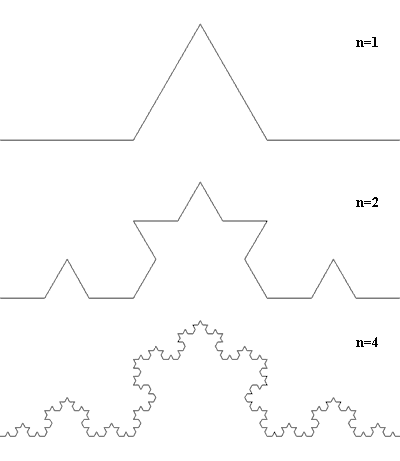
Крива Коха

Збільшення сніжинки Коха

Крива Коха цікава тим, що ніде не має дотичних, тобто ніде не диференційовна, хоча всюди неперервна.
Три копії кривої Коха, побудовані (вістрями назовні) на сторонах правильного трикутника, утворюють замкнену криву, так звану сніжинку Коха.
Крива Коха задається такою системою ітераційних функцій:
{\displaystyle f1(z)=(1/3)*z;}
{\displaystyle f2(z)=(1/3)*z+(2/3);}
{\displaystyle f3(z)=(1/3)*z(cos(pi/3)+i*sin(pi/3))+(1/3);}

## Побудова
Крива Коха є типовим геометричним фракталом. Процес її побудови виглядає так: беремо одиничний відрізок, поділяємо на три рівні частини і замінюємо середній інтервал рівностороннім трикутником без цього сегмента. У результаті утворюється ламана, що складається з чотирьох ланок з довжиною 1/3 довжини початкового відрізка. На наступному кроці повторюємо операцію для кожного з чотирьох отриманих ланок і так далі. Гранична крива і є кривою Коха.

## Властивості
- Крива Коха ніде не диференційована і не спрямна.
- Крива Коха не має самоперетинів.
- Крива Коха має проміжну (тобто не цілу) розмірність Хаусдорфа, яка дорівнює {\displaystyle \ln 4/\ln 3\approx 1,26}, оскільки вона складається з чотирьох рівних частин, кожна з яких подібна всій кривій з коефіцієнтом подібності 1/3.
- Довжина кривої Коха описується виразом

{\displaystyle P_{n}=s\cdot \left({\frac {4}{3}}\right)^{n},} де {\displaystyle n} — кількість ітерацій, {\displaystyle s} — довжина початкового відрізка.

## Узагальнення

Перші сім ітерацій побудови сніжинки Коха

Можливі узагальнення кривої Коха, також використовують при побудові підставлення ламаної з чотирьох рівних відрізків, але вони мають іншу геометрію. Вони мають Розмірність Хаусдорфа від 1 до 2. Зокрема, якщо замість поділу відрізка 1:1:1 використовувати золотий перетин (φ: 1: φ), то отримаємо криву, що має відношення до мозаїк Пенроуза.
Також можна побудувати криву «Хрест Коха» на сторонах квадрата, при цьому проводячи побудову «в середину» квадрата.
Також можна побудувати «Сніжинку Коха» на сторонах рівностороннього трикутника.